# Grand Theft Auto: Liberty City Stories
Grand Theft Auto: Liberty City Stories er et action-adventure videospil udviklet i et samarbejde mellem Rockstar Leeds og Rockstar North, og udgivet af Rockstar Games. Det blev udgivet den 24. oktober 2005 til PlayStation Portable. Det er det niende spil i Grand Theft Auto-serien. Spillet efterfulgte Grand Theft Auto: San Andreas og blev efterfulgt af Grand Theft Auto: Vice City Stories. Det er en prequel til Grand Theft Auto III. Det blev udgivet og distribueret af Capcom til den japanske udgivelse. Det blev også udgivet til PlayStation 3 via PlayStation Network den 2. april 2013.
En port til PlayStation 2 blev udgivet den 6. juni 2006 i Nordamerika. På tidspunktet for udgivelsen var den anbefalede salgspris på PS2-porten omkring halvdelen af prisen på PSP-versionen. PS2-porten har ikke den tilpassede soundtrack-ripping-kapacitet i sammenligning med PSP-modparten. Spillet blev også frigivet til iOS, Android og Fire OS-enheder henholdsvis den 17. december 2015, den 11. februar 2016 og den 11. marts 2016.

## Handling
I starten af spillet ser man hovedpersonen Antonio "Toni" Cipriani (Danny Mastrogiorgio) vende tilbage til Liberty City efter at have boet i udlandet, hvilket han blev tvunget til, efter at have dræbt en mand på ordre fra Salvatore Leone (Frank Vincent). Ved sin ankomst til byen er Toni mødt af Salvatore og et medlem af Leone-familien, Vincenzo "Lucky Vinnie" Cilli (Joe Lo Truglio), der stod til fremtrædende under Tonis fravær. Vincenzo instrueres af Salvatore til at skaffe Toni en lejlighed og et job i Liberty City. Ikke lang tid efter forlader Toni sit job, da det går op for ham, at Vincenzo havde oprettet jobbet for at sikre, at Toni skulle blive fanget af politiet. Toni begynder derefter at arbejde sammen med et tidligere medlem af den rivaliserende, kriminelle Sindacco-familie - som nu er loyal over for Leone - JD O'Toole (Greg Wilson), men dette er kortvarigt, da et andet medlem af familien er beordret til at dræbe O'Toole på samme dag, han skulle blive en skabt mand indenfor familien.
Noget tid efter modtager Toni et opkald fra Vincenzo, hvor han undskylder over situationen vedrørende Tonis tidligere job hos ham og beder Toni om at mødes. Det viser sig imidlertid at være en fælde sat af Vincenzo, med det formål at få Tonis plads i Leone-familien. Toni bliver derefter angrebet af håndlangere, der er loyale over for Vincenzo, men undertrykker dem hurtigt og dræber Vincenzo i processen. Efter Vincenzos død fortsætter Toni med at arbejde for Salvator Leone.